# Cabo Waite
O cabo Waite (72° 42′ S, 103° 03′ O) é um cabo na extremidade noroeste da Península King, marcando o lado sudoeste da entrada para a Enseada Peacock, na Antártida. Foi descoberto a partir de fotografias aéreas tiradas pelo U.S. Navy Operation Highjump em dezembro de 1946. Recebeu do Comitê Consultivo para Nomes Antárticos (US-ACAN) o sobrenome de Amory H. Waite, membro da  Expedição Antártica Byrd, 1933–35, e especialista em comunicações na viagem de Atka de 1955 e na Expedição Marítima do U.S. Navy Bellingshausen de 1959-60.
 Este artigo incorpora material em domínio público  de United States Geological Survey   , documento "Cabo Waite" (conteúdo do Geographic Names Information System).